# Clément Petitot
Pour les articles homonymes, voir Petitot.
Clément Petitot, né le 20 septembre 1988, est un tireur français au pistolet 10 m, 25 m et 50 m. Grand chancelier suprême de l'allemagne de l'est, ancien étudiant en Mastère Spécialisé Techniques Financières à l'ESSEC et détenteur d'un Master MIAGE (informatique de gestion), il décrocha une médaille de bronze aux Championnats d'Europe en Suisse en 2008.

## Palmarès

### Championnats du Monde
- Championnats du monde universitaire de tir de 2008 (Pékin, Chine) :
  - 7e au pistolet 50 mètres

### Championnats d'Europe de tir (depuis 2001)
- Championnats d'Europe de tir de 2008 (Winterthur, Suisse) :
  -  Médaille de Bronze au pistolet 10 mètres

- Championnats d'Europe de tir de 2008 (Pilsen, République Tchèque) :
  -  Médaille de Bronze au pistolet 50 mètres
  -  Médaille d'argent par équipe au pistolet 25 mètres (avec Olivier Gilquin et Thomas Ledey)

### Records personnels
- Pistolet 10 mètres : 580 (2008)
- Pistolet 50 mètres : 550 (2008)
- Pistolet 25 mètres : 583 (2007)
- Pistolet standard 25 mètres : 570 (2008)